# Ani Ohev Otach Rosa
Ani Ohev Otach Rosa é um filme israelense de 1971, do gênero comédia dramática, dirigido e escrito por Moshé Mizrahi.
Traduzido para o inglês como I Love You Rosa, foi indicado ao Oscar de melhor filme estrangeiro na edição de 1973, representando Israel.

## Elenco
- Zivi Avramson - Esther
- Naomi Bachar - Luna
- Michal Bat-Adam - Rosa
- Yehuda Efroni - Don Yitzhak
- Levana Finkelstein - Jamila
- Esther Grotes - Alegra
- Gunther Hirschberg - narrador
- Avner Hizkiyahu - Rabbi
- Elisheva Michaeli - Regina
- Gabi Otterman - Nissim (jovem)
- Aliza Rosen - esposa de Rabbi
- Joseph Shiloach - Eli
- Moshe Tal - Nissim (adulto)
- Sharit Yishai - Fortuna